# Anthony Bourdain: sin reservas
Anthony Bourdain: No Reservations es un programa de televisión estadounidense sobre viajes y comida del Travel Channel; también emitido por el canal Discovery Travel & Living alrededor del mundo. El presentador Anthony Bourdain visita diversos países y ciudades alrededor del mundo, y lugares dentro de Estados Unidos, donde los anfitriones le muestran la cultura y cocina local. La serie se estrenó en 2005 en el Travel Channel. El formato y su contenido es similar al show anterior de Bourdain A Cook's Tour, emitido en Food Network entre 2001 y 2002. Bourdain también es autor del libro Kitchen Confidential. 
El episodio Anthony Bourdain in Beirut que se emitió entre las temporadas 2 y 3 fue nominado para un Premio Emmy en 2007.